# Коев, Никола
Никола Коев (болг. Никола Коев, полное имя Никола Коев Николов, также известен как Мамин Колю; 1880—1961) — болгарский революционер, один из лидеров Внутренней македонско-одринской революционной организации (ВМОРО).

## Биография
Родился 20 марта 1880 года в Хасково. Его дядя (младший брат отца) Тане Николов — тоже был революционером, видным военачальником повстанческих сил в национально-освободительном движении в османских Македонии и Фракии.
После получения базового образования, с января 1901 по ноябрь 1902 года он служил в 10-м пехотном Родопском полку. После окончания военной службы уехал в Софию, где присоединился к ВМОРО, которая сформировала организованные группы для вооруженной борьбы в Македонии. В 1903 году вошёл в Македонию в качестве сторонника воеводы Ивана Алябаки.
Во время Илинденского восстания вместе с Костой Поповым принимал участие в сожжении жандармских казарм в городе Крушево. После подавления восстания Никола Коев вернулся в Болгарию. В 1904 году в Софии вместе с Иваном Алябакой он обстрелял экипаж турецкого консула, в результате чего был ранен его телохранитель. Турецкие власти схватили нападающих и осудили. Через полгода, без амнистии, их вывезли из тюрьмы и посоветовали исчезнуть из поля зрения властей. Никола отправился в Македонию, там принимал участие в Младотурецкой революции. После этого в апреле 1909 года вместе с Христо Чернопеевым участвовал в походе младотурок на Стамбул, с целью пресечь контрреволюционный переворот Абдул-Хамида II.

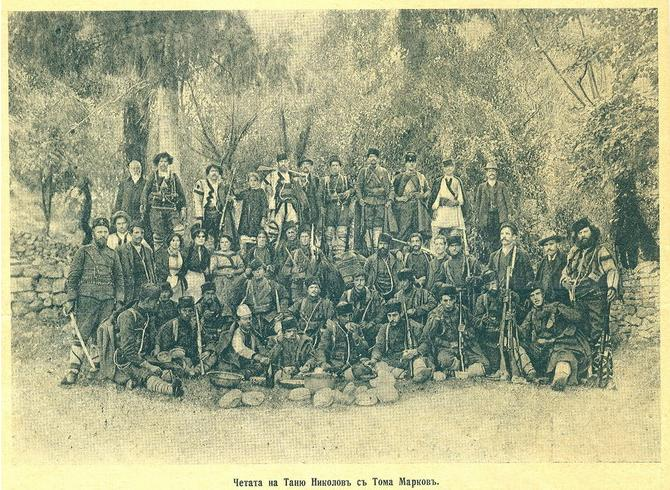
Группа (четата) Тане Николова во время защиты седловины Элидже (Никола Коев находится в центре верхнего ряда с дробовиком на плече)

С 1912 года Никола Коев был знаменосцем и воевал в отряде своего дяди Тане Николова. Принимал участие в Балканских войнах, во время защиты Элидже стал независимым воеводой. Зимой 1912 и весной 1913 года он участвовал в миссии Болгарского экзархата по христианизации (Покръстване на помаците) Родоп. После освобождения Западной Фракии, которая была уступлена Болгарии по Бухарестскому договору 1913 года, Коев женился в деревне Кушланли под Гюмюрджиной (ныне Комотини, Греция). С 1914 по 1919 годы жил в городах Ксанти и Комотини, некоторое время был полицейским. В 1920—1924 годах, когда после поражения Болгарии в Первой мировой войне этот регион уже был частью Греции, он сотрудничал с Союзом фракийских обществ в Болгарии в Хаскове и Западной Фракии.
В 1924 году Никола Коев отошёл от революционной деятельности и работал до 1945 года мельником в Асеновграде у дяди Тане Николова. С 1949 года до своей смерти 30 июля 1961 года жил в Хасково.
Будучи яркой личностью, Никола Коев стал любимцем болгарского населения Македонии и Фракии, о нём даже слагали песни.